# Nina Hemmingsson
Nina Eva Kristina Hemmingsson, född 30 november 1971 i Uppsala, är en svensk serieskapare, författare samt skämt- och satirtecknare. Hon tecknar i huvudsak kortare serier – alternativt enrutingar – med en ofta samhällskritisk udd.

## Biografi
Hemmingsson är uppväxt i Uppsala. Hon utbildade sig på Kunstakademiet i Trondheim och är bosatt i Hägersten i Stockholm. Hon har enligt egen utsago tecknat sedan hon var barn, men det var först efter sin konstskoleexamen som hon började göra serier.
Exempel på Nina Hemmingsons verk är Bäst i början. Hennes serier har publicerats i bland annat Galago, Bang, studenttidningen Ergo i Uppsala, samt på Aftonbladets kultursida. Hon har även kommit ut med flera seriealbum. Hon debuterade 2004 med seriealbumet Hjälp!  som hon gjorde tillsammans med Sara Olausson. 2006 kom Jag är din flickvän nu (på egen hand) samt Demoner – ett bestiarium (tillsammans med Harry Roos) på förlaget Ruin. Inför bröllopet mellan kronprinsessan Victoria och Daniel Westling gjorde hon den antirojalistiska Prinsessan & Gemålen till Aftonbladet. 2009 utkom Hemmingsson med Jag är normal, en bilderbok för vuxna. 2012 debuterade hon som poet med diktsamlingen Det var jag som kom hem till dig.
Hemmingsson tecknar ofta en karakteristisk kvinnofigur med tomma oifyllda ögon och markerade ögonfransar som kommer med slagfärdiga repliker fyllda av cynism, humor och svartsynthet. Figuren är ett slags alter ego och förebild för Hemmingsson.
Sedan 2017 är hon även förläggare på Kartago förlag.
Hemmingsson sommarpratade i Sveriges Radio den 6 juli 2015. Hösten 2023 medverkar hon i författarpanelen i TV-programmet Babel.
Hemmingsson har tre barn från ett tidigare äktenskap. Hon lever tillsammans med religionshistorikern David Thurfjell.